# David Victori
David Victori (Manresa, 6 de septiembre de 1982) es director, guionista y productor de cine español. 

## Biografía
Estudió en el instituto La Salle Manresa (Manresa, Cataluña). Comenzó su carrera en el cine como asistente personal de Bigas Luna durante cinco años, a quien terminó haciendo de asistente de dirección en la película Son de mar. Posteriormente trabajó como asistente de dirección en series como Ácaros, de Paco León y cortometrajes.
En 2008 escribió, dirigió y editó su primer cortometraje, Reacción, con Santi Millán de protagonista, con el que ganó varios premios. Dos años más tarde presentaría su segundo corto, La culpa, estrenado en la sección oficial del Festival de Sitges en 2010. Con La culpa ganó, entre otros, el premio a mejor cortometraje del Festival Internacional de cine negro de Manresa y mejor corto en ISAFF OPEN CINE. Tres años después, en 2013, escribió la película Hijo de Caín con Sergio Barrejón, que sería dirigida por Jesús Monllaó.
Ganador del Festival Internacional de YouTube en 2012 entre 15.000 cortometrajes candidatos procedentes de los cinco continentes organizado por Ridley Scott y Michael Fassbender. Elegido por la revista Variety y ScreenDaily como uno de los directores a seguir entre los próximos años. Esto le permitió hacer la primera serie original de Youtube, Zero, producida por Ridley Scott y Michael Fassbender. Este corto ha sido nominado a los Premios Gaudí 2016 y que se ha podido ver en muchos festivales como el Festival de Venecia y el Festival de Sitges.
Como guionista, preparó trabajos para Bigas Luna, Joaquín Oristrell, Jesús Monllaó y Carles Porta. En 2015 coescribió el guion de la película Segundo origen, dirigida por Carles Porta, basada en la novela del Mecanoscrito del segundo origen de Manuel de Pedrolo.
En 2016 dirigió la serie de televisión Pulsaciones creada por Emilio Aragón, un thriller protagonizado por Pablo Derqui donde a este se le trasplanta el corazón y comienza a tener los recuerdos de la persona muerta.
Sony Pictures produce su debut cinematográfico El pacto en 2018 producida por Ikiru Films y 4 Casts protagonizada por Belén Rueda. La película obtuvo 1.8 millones de euros en la taquilla española.
Guionista y director de No Matarás, su segundo largometraje con el que Mario Casas consigue su primera candidatura al Premio Goya a Mejor Actor Protagonista y lo gana. Estrenada en 2020 en el Festival Internacional de Sitges con un gran acogida entre el público y la crítica. La película recibió tres nominaciones a los premios Goya, aparte del de Mario Casas, Fernando Valdivielso recibió el de actor revelación y el descubrimiento de la película, Milena Smit, el de actriz revelación. Milena Smit fue descubierta a través de Instagram y David confió en ella a pesar de que no tenía ninguna experiencia actuando. Pedro Almodóvar la fichó para su película Madres Paralelas como coprotagonista junto a Penélope Cruz.
Director y coproductor ejecutivo del éxito internacional SKYROJO la nueva serie de los creadores de La Casa de Papel, Álex Pina y Esther Martínez, para Netflix, producida por Vancouver Media y protagonizada por Lali Espósito, Verónica Sánchez, Yanny Prado, Asier Etxeandía, Miguel Ángel Silvestre y Enric Auquer.

## Filmografía

### Como guionista
| Año  | Título                    | Director      |
| ---- | ------------------------- | ------------- |
| 2020 | No Matarás (película)     | David Victori |
| 2018 | Lo pacto (película)       | David Victori |
| 2015 | Segundo origen (película) | Carles Puerta |
| 2015 | Zero (corto)              | David Victori |
| 2013 | Hijo de Caín (película)   | Jesús Monllaó |
| 2010 | La culpa (corto)          | David Victori |
| 2008 | Reacción (corto)          | David Victori |

### Como director
| Año  | Título                             |
| ---- | ---------------------------------- |
| 2023 | Tú También Lo Harías (serie de TV) |
| 2021 | Sky Rojo (serie de TV)             |
| 2020 | No Matarás (película)              |
| 2018 | El pacto (película)                |
| 2017 | Pulsaciones (serie de TV)          |
| 2015 | Zero (corto)                       |
| 2010 | La culpa (corto)                   |
| 2008 | Reacción (corto)                   |